# 宝箱2 -TREASURE BOX II-
『宝箱2-TREASURE BOX II-』（たからばこツー）は、angelaの2枚目のベスト・アルバム。2014年5月21日にスターチャイルドから発売された。

## 概要
- 前回ベスト・アルバム「宝箱 -TREASURE BOX-」から7年ぶりのリリース。
- 発売された5月21日はangelaのメジャーデビュー日である。
- 21stシングル「シドニア」との同時発売であった。
- 初回限定盤には豪華外箱とDISC2-BALLADE COLLECTION-つき。angelaのバラードベストは今回が初である。
- 初回製造分のみ『百年戦記 ユーロ・ヒストリア』angela英雄シリアルコードが封入されていた。

## 収録曲
【DISC1】
| 全作詞: atsuko、全作曲: atsuko・KATSU、全編曲: KATSU。 |                                       |        |               |      |
| #                                                      | タイトル                              | 作詞   | 作曲・編曲    | 時間 |
| 1.                                                     | 「Beautiful fighter」                 | atsuko | atsuko・KATSU | 4:11 |
| 2.                                                     | 「約束」                              | atsuko | atsuko・KATSU | 5:52 |
| 3.                                                     | 「Spiral」                            | atsuko | atsuko・KATSU | 4:38 |
| 4.                                                     | 「Galactic material」                 | atsuko | atsuko・KATSU | 5:03 |
| 5.                                                     | 「オルタナティヴ」                    | atsuko | atsuko・KATSU | 4:47 |
| 6.                                                     | 「蒼い春」                            | atsuko | atsuko・KATSU | 4:06 |
| 7.                                                     | 「FORTUNES」                          | atsuko | atsuko・KATSU | 4:03 |
| 8.                                                     | 「蒼穹」                              | atsuko | atsuko・KATSU | 5:19 |
| 9.                                                     | 「かべ2」                             | atsuko | atsuko・KATSU | 4:32 |
| 10.                                                    | 「キラフワ」                          | atsuko | atsuko・KATSU | 5:08 |
| 11.                                                    | 「THE LIGHTS OF HEROES」              | atsuko | atsuko・KATSU | 4:11 |
| 12.                                                    | 「KINGS」                             | atsuko | atsuko・KATSU | 5:19 |
| 13.                                                    | 「僕じゃない -Janai version-」        | atsuko | atsuko・KATSU | 4:52 |
| 14.                                                    | 「over the limits ＜EURO HISTORIA＞」 | atsuko | atsuko・KATSU | 4:50 |
| 15.                                                    | 「笑顔でバイバイ」                    | atsuko | atsuko・KATSU | 4:11 |
| 合計時間:                                              | 合計時間:                             | 71:02  |               |      |

【DISC2-BALLADE COLLECTION-】
| 全作詞: atsuko、全作曲: atsuko・KATSU、全編曲: KATSU。 |                          |        |               |      |
| #                                                      | タイトル                 | 作詞   | 作曲・編曲    | 時間 |
| 1.                                                     | 「The end of the world」 | atsuko | atsuko・KATSU | 4:51 |
| 2.                                                     | 「幸せの温度」           | atsuko | atsuko・KATSU | 3:42 |
| 3.                                                     | 「Proof」                | atsuko | atsuko・KATSU | 5:08 |
| 4.                                                     | 「笑い者のFairy tale」   | atsuko | atsuko・KATSU | 5:19 |
| 5.                                                     | 「Separation [pf]」      | atsuko | atsuko・KATSU | 4:55 |
| 6.                                                     | 「果て無きモノローグ」   | atsuko | atsuko・KATSU | 5:06 |
| 7.                                                     | 「Peace of mind」        | atsuko | atsuko・KATSU | 6:02 |
| 8.                                                     | 「Darling」              | atsuko | atsuko・KATSU | 4:34 |
| 9.                                                     | 「Link」                 | atsuko | atsuko・KATSU | 4:52 |
| 10.                                                    | 「へんじ」               | atsuko | atsuko・KATSU | 5:37 |
| 11.                                                    | 「Shangri-La [mf]」      | atsuko | atsuko・KATSU | 5:57 |
| 合計時間:                                              | 合計時間:                | 56:03  |               |      |

## 楽曲解説
【DISC1】
1. Beautiful fighter
アニメ『屍姫 赫』『屍姫 玄』主題歌
  - 12thシングル。
2. 約束
アニメ『蒼穹のファフナー』トリビュートソング
  - 13thシングル。9曲目のファフナーソング。
3. Spiral
アニメ『アスラクライン』オープニング
  - 14thシングル。
4. Galactic material

  - 4thアルバム「Land Ho!」収録の楽曲。ノンタイアップ曲である。
5. オルタナティヴ
アニメ『アスラクライン2』オープニング
  - 15thシングル。
6. 蒼い春
アニメ『生徒会役員共』エンディング
  - 16thシングル。
7. FORTUNES
アニメ映画『劇場版「蒼穹のファフナー HEAVEN AND EARTH」』イメージソング
  - 5thアルバム「Mirror☆ge」収録の楽曲。11曲目のファフナーソング。
8. 蒼穹
アニメ映画『劇場版「蒼穹のファフナー HEAVEN AND EARTH」』主題歌
  - 17thシングル。14曲目のファフナーソング。
9. かべ2
  - ライトノベル作家・時雨沢恵一とangelaによるコラボアルバム「夜が運ばれてくる前に」収録の楽曲。
10. キラフワ
アニメ『アスラクライン2』最終話エンディング
  - アルバム「Mirror☆ge」収録の楽曲。
11. THE LIGHTS OF HEROES
プレイステーション・ポータブル用ソフト『ヒーローズファンタジア』主題歌
  - 18thシングル。
12. KINGS
アニメ『K』オープニング
  - 19thシングル。
13. 僕じゃない -Janai version-

  - 6thアルバム「ZERO」収録の楽曲「僕じゃない」の前奏が少し異なるバージョン。ライヴではこのバージョンで披露されることもある。
14. over the limits 〈EURO HISTORIA〉
オンラインシュミレーションRPG『百年戦記 ユーロ・ヒストリア』主題歌
  - 1stアルバム「ソラノコエ」収録の楽曲「over the limits」のアレンジバージョン。
15. 笑顔でバイバイ
TVアニメ『さいころボットコンボック』エンディング主題歌
  - angelaオリジナルアルバム初収録の楽曲。『さいころボットコンボック』オープニング「Stay With Me」は前ベストアルバム『宝箱 -TREASURE BOX-』に収録。

【DISC2-BALLADE COLLECTION-】
1. The end of the world
アニメ『宇宙のステルヴィア』エンディング
  - 2ndシングル。
2. 幸せの温度

  - アルバム「ソラノコエ」収録の楽曲。
3. Proof
アニメ『蒼穹のファフナー』15話エンディング
  - 4thシングル「fly me to the sky」のカップリング曲。5曲目のファフナーソング。
4. 笑い者のFairy tale

  - 2ndアルバム「I/O」収録曲。
5. Separation [pf]

  - 2ndアルバム「I/O」収録曲。4曲目のファフナーソング。
6. 果て無きモノローグ
アニメ『蒼穹のファフナー RIGHT OF LEFT』挿入歌
  - 3rdアルバム「PRHYTHM」収録曲。7曲目のファフナーソング。
7. Peace of mind
アニメ『蒼穹のファフナー RIGHT OF LEFT』エンディング
  - 10thシングル。8曲目のファフナーソング。
8. Darling

  - 12thシングル「Beautiful fighter」カップリング。
9. Link
アニメ『アスラクライン』エンディング
  - 14thシングル「Spiral」カップリング。
10. へんじ

  - ライトノベル作家・時雨沢恵一とangelaによるコラボアルバム「夜が運ばれてくる前に」収録の楽曲。
11. Shangri-La [mf]
舞台『蒼穹のファフナー FACT AND RECOLLECTION』主題歌
  - 18thシングル「THE LIGHTS OF HEROES」カップリング。15曲目のファフナーソング。